# خومنچیتسه
خومنچیتسه (به لهستانی:  Chomęcice) یک روستا در لهستان است که در گمینا کومورنگکی واقع شده‌است. خومنچیتسه ۶۶۶ نفر جمعیت دارد.